# Добровольческая улица (Москва)
Доброво́льческая у́лица (до 1918 года — у́лица Хива́) — улица в Таганском районе (бывшая Рогожская слобода) Центрального административного округа города Москвы. Проходит от Андроньевской площади на юг, до Большого Рогожского переулка и Вековой улицы. К улице примыкают: с нечётной (восточной) стороны Школьная улица, Библиотечная улица, с чётной (западной) Добровольческий переулок, Товарищеский переулок.

## Происхождение названия
Происхождение исторического названия Хива не установлено; оно может относиться как к торговым гостям из города Хивы, так и к одноимённому кабаку.

## История
До 1970-х годов улица проходила на юг до современного Большого Факельного переулка и выходила на Большую Андроньевскую улицу в одном квартале от Таганской улицы. После постройки типового панельного дома по Большой Андроньевской, 20, южная часть Добровольческой улицы превратилась во внутриквартальный проезд.
В конце улицы, на месте нынешнего Таганского парка, в XIX веке находился Воксальный пруд, а к востоку от него — обширная Воксальная площадь (на её месте — треугольный квартал, образованный Большим Рогожским и Факельными переулками). Сам же «Воксал» (англ. Vauxhall — увеселительный парк) в Рогожской слободе был учреждён в 1783 театральным импресарио Майклом Меддоксом.

## Примечательные здания и сооружения
По нечётной стороне:

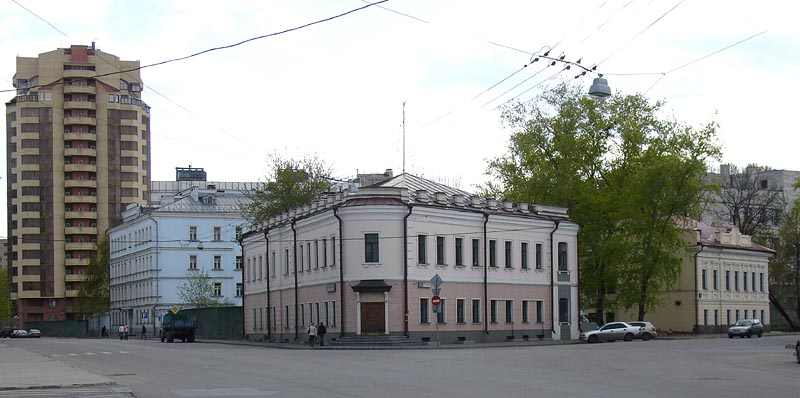
Угол Добровольческой (слева) и Товарищеского переулка (справа). Несколько сзади современной башни (слева) некогда располагался Воксальный пруд, сейчас на его месте здание детского сада

- историческая застройка уничтожена, на её месте — здания Сбербанка РФ 1990-х годов и панельный дом 1970-х годов

По чётной стороне:
- № 8 — 14 — реконструированная двухэтажная застройка XIX века
- Товарищеский переулок, 36 — реконструированная двухэтажная застройка XIX века

## Транспорт
- Электробус т53 от станций метро «Таганская», «Марксистская», «Римская», «Площадь Ильича».